# Pływanie synchroniczne na Igrzyskach Azjatyckich 2014
Pływanie synchroniczne na Igrzyskach Azjatyckich 2014 odbywało się w Munhak Park Tae-hwan Aquatics Center w Inczon w dniach 20–23 września 2014 roku. Siedemdziesiąt sześć zawodniczek rywalizowało w trzech konkurencjach.

## Podsumowanie

### Klasyfikacja medalowa
| Klasyfikacja medalowa | Klasyfikacja medalowa | Klasyfikacja medalowa | Klasyfikacja medalowa | Klasyfikacja medalowa | Klasyfikacja medalowa |
| Miejsce               | państwo               | Złoto                 | Srebro                | Brąz                  | Razem                 |
| --------------------- | --------------------- | --------------------- | --------------------- | --------------------- | --------------------- |
| 1                     | Chiny                 | 3                     | 0                     | 0                     | 3                     |
| 2                     | Japonia               | 0                     | 3                     | 0                     | 3                     |
| 3                     | Kazachstan            | 0                     | 0                     | 2                     | 2                     |
| 4                     | Korea Północna        | 0                     | 0                     | 1                     | 1                     |
| Razem                 | Razem                 | 3                     | 3                     | 3                     | 9                     |

### Medaliści
| Konkurencja | 1. miejsce | 2. miejsce | 3. miejsce |
| ----------- | --- | --- | --- |
| Duety       | Chiny · Huang Xuechen · Sun Wenyan · Sun Yijing | Japonia · Yukiko Inui · Hikaru Kazumori · Risako Mitsui | Kazachstan · Alexandra Nemich · Yekaterina Nemich · Amina Yermakhanova |
| Drużyny     | Chiny · Chen Xiaojun · Gu Xiao · Guo Li · Li Xiaolu · Liang Xinping · Sun Wenyan · Sun Yijing · Tang Mengni · Yu Lele · Zeng Zhen                                | Japonia · Miho Arai · Aika Hakoyama · Yukiko Inui · Mayo Itoyama · Hikaru Kazumori · Kei Marumo · Risako Mitsui · Kanami Nakamaki · Mai Nakamura · Kurumi Yoshida                    | Korea Północna · Jong Na-ri · Jong Yon-hui · Kang Un-ha · Kim Jin-gyong · Kim Jong-hui · Kim Ju-hye · Kim U-na · Ri Il-sim · Ri Ji-hyang · Yun Yu-jong                                                                         |
| Kombinacja  | Chiny · Chen Xiaojun · Gu Xiao · Guo Li · Huang Xuechen · Li Xiaolu · Liang Xinping · Sun Wenyan · Sun Yijing · Tang Mengni · Yin Chengxin · Yu Lele · Zeng Zhen | Japonia · Miho Arai · Aika Hakoyama · Yukiko Inui · Mayo Itoyama · Hikaru Kazumori · Kei Marumo · Risako Mitsui · Natsumi Miyazaki · Kanami Nakamaki · Mai Nakamura · Kurumi Yoshida | Kazachstan · Aigerim Anarbayeva · Xeniya Kachurina · Yuliya Kempel · Alina Matkova · Aisulu Nauryzbayeva · Alexandra Nemich · Yekaterina Nemich · Daniya Talgatova · Kristina Tynybayeva · Amina Yermakhanova · Olga Yezdakova |